# Boeing F2B
El Boeing F2B fue un avión de caza biplano de la Armada de los Estados Unidos de los años 20 del siglo XX, familiar para los entusiastas de la aviación de la época, ya que era la montura del equipo de vuelo acrobático Three Sea Hawks, famoso por su formación de vuelo en la que estaban atados.

## Diseño y desarrollo
Inicialmente como Model 69, estaba inspirado por los resultados de las pruebas del FB-6, que estaba equipado con un motor radial Pratt & Whitney R-1340B Wasp. Boeing se dispuso a utilizar este motor en un caza diseñado específicamente para realizar operaciones embarcadas, usando el mismo fuselaje de tubería soldada y alas de estructura de madera que el Model 15, y añadiendo un cono de la hélice mayor para reducir la resistencia del aire alrededor del motor (abandonado en los aviones de producción). El armamento era dos ametralladoras de 7,62 mm; o una de 7,62 y una de 12,7 mm; el ala inferior tenía soportes para hasta cuatro bombas de 11 kg, más una quinta que podía ser colgada del fuselaje.

## Historia operacional

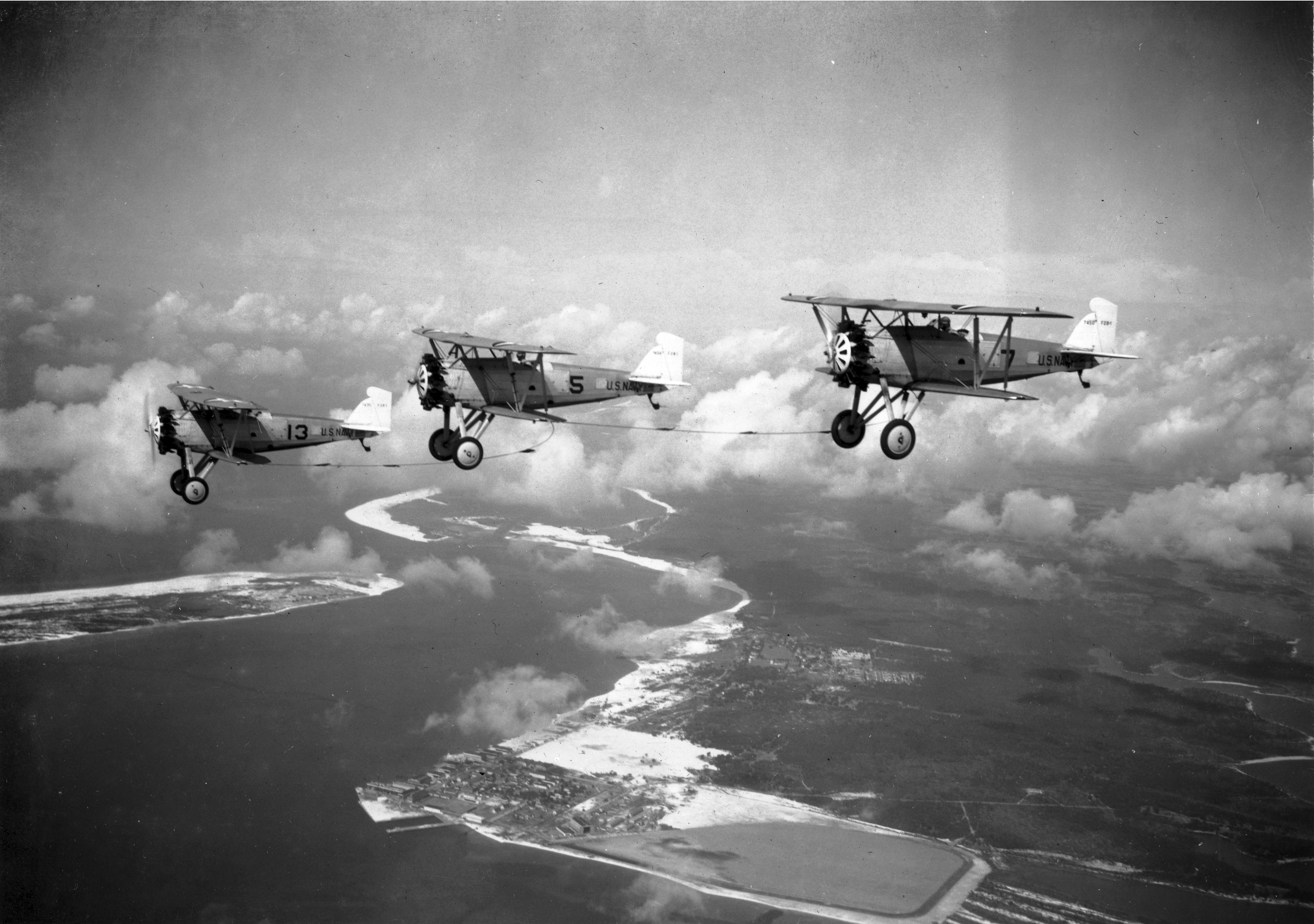
Cazas Boeing F2B-1 en vuelo, alrededor de 1928.

El primer vuelo del prototipo del F2B fue el 3 de noviembre de 1926. La Armada adquirió el prototipo como XF2B-1, que era capaz de alcanzar velocidades de 248 km/h y quedó lo suficientemente impresionada como para encargar 32 F2B-1. Además de la omisión del gran cono aerodinámico, las versiones de producción también tenían un timón compensado. Las entregas comenzaron el 20 de enero de 1928, siendo asignados algunos aparatos al escuadrón de caza VF-1B y otros al escuadrón de bombardeo VF-2B, ambos operados desde el portaaviones Saratoga. Aunque la Armada no ordenó más F2B, Boeing construyó dos más, como Model 69B, exportando uno a Brasil y otro a Japón.

### Equipo de exhibición de vuelo de la Armada estadounidense
En 1927, el teniente D.W. "Tommy" Tomlinson, del VF-2B, creó el primer equipo acrobático de la Armada estadounidense. Emanado del escuadrón VB-2B de la Estación Aeronaval de North Island, San Diego, el equipo usó tres cazas Boeing F2B-1. Su primera demostración no oficial en enero de 1928 en San Francisco generó un apodo popular: "El Trío Suicida" (Suicide Trio), aunque oficialmente el equipo fue llamado "Tres Halcones Marinos" (Three Sea Hawks). La primera actuación pública como equipo oficial representando a la Armada se realizó entre el 8 y el 16 de septiembre, durante la semana de las Carreras Aéreas Nacionales en Mines Field (actualmente Aeropuerto Internacional de Los Ángeles). Los F2B-1 eran incapaces de volar en invertido sin que los motores fallasen, por lo que el teniente Tomlinson modificó los carburadores para permitir brevemente dicho vuelo en invertido. A finales de 1929, el equipo Three Sea Hawks es disuelto cuando sus pilotos del VB-2B son nuevamente destinados.

## Variantes
XF2B-1 (Model 69)
Un prototipo con matrícula A7385.
F2B-1 (Model 69)
Biplano de caza monoplano para la Armada estadounidense, matrículas A7424 a A7455.
Model 69B
Dos aviones, en general similares al F2B-1, uno para Brasil y otro para Japón.

## Operadores
Brasil
- Marina de Brasil

 Estados Unidos
- Armada de los Estados Unidos

 Japón
- Armada Imperial Japonesa

## Especificaciones (F2B-1)
Referencia datos: "The Complete Encyclopedia of World Aircraft"

### Características generales
- Tripulación: Uno (piloto)
- Longitud: 7 m (22,9 ft)
- Envergadura: 9,2 m (30,1 ft)
- Altura: 2,8 m (9,2 ft)
- Superficie alar: 22,6 m² (242,9 ft²)
- Peso vacío: 902 kg (1988 lb)
- Peso máximo al despegue: 1272 kg (2803,5 lb)
- Planta motriz: 1× motor radial de nueve cilindros refrigerado por aire Pratt & Whitney R-1340-8 Wasp.
  - Potencia: 317 kW (437 HP; 431 CV)

### Rendimiento
- Velocidad máxima operativa (Vno): 254 km/h (158 MPH; 137 kt)
- Velocidad crucero (Vc): 212 km/h (132 MPH; 114 kt)
- Alcance: 507 km (274 nmi; 315 mi)
- Techo de vuelo: 6555 m (21 506 ft)
- Régimen de ascenso: 9,6 m/s (1890 ft/min)

### Armamento
- Ametralladoras: 

  - 1x Browning M2 de 12,7 mm y 1x Browning M1919 de 7,62 mm de tiro frontal "o"
  - 2x Browning M1919  de 7,62 mm en el fuselaje delantero

## Aeronaves relacionadas

### Desarrollos relacionados
- Boeing XP-8

### Secuencias de designación
- Secuencia Numérica (interna de Boeing): ← 66 - 67 - 68 - 69 - 72 - 74 - 75 →
- Secuencia F_B (Aviones de Caza de la Armada estadounidense, 1922-1962 (Boeing, 1923-1962)): FB - F2B - F3B - F4B - F5B →